# Seis Nações 2001

O Campeonato Seis Nações 2001 foi o torneio envolvendo seis seleções de rúgbi européias, com a participação da Inglaterra, Escócia, País de Gales, Irlanda, França e Itália.
O torneio foi disputado entre os dias 3 de fevereiro e 8 de abril, com três jogos aidados em setembro e em outubro devidos a uma epidemia de febre aftosa nas Ilhas Britânicas.
O torneio foi 	vencido pela Seleção Inglesa (24º título) ganhando a Calcutta Cup (contra a Escócia).
Vice-campeã foi a Irlanda ganhando o Millennium Trophy (contra a Seleção Inglesa).
A Escócia ganhou o Centenary Quaich (contra a Irlanda).
A Itália ganhou o Wooden Spoon, (Colher de Madeira) trofeu virtual atribuído a equipa classificada no último lugar.

## Classificação
| Seleção       | Vitórias | Empates | Derrotas | Pontos a favor | Pontos contra | Pontos +/- | Pontos |
| ------------- | -------- | ------- | -------- | -------------- | ------------- | ---------- | ------ |
| Inglaterra    | 4        | 0       | 1        | 229            | 80            | +149       | 8      |
| Irlanda       | 4        | 0       | 1        | 129            | 89            | +40        | 8      |
| Escócia       | 2        | 1       | 2        | 92             | 116           | -24        | 5      |
| País de Gales | 2        | 1       | 2        | 125            | 166           | -41        | 5      |
| França        | 2        | 0       | 3        | 115            | 138           | -23        | 4      |
| Itália        | 0        | 0       | 5        | 106            | 207           | -101       | 0      |

Pontuação: Vitória = 2, Empate = 1, Derrota = 0 

## Jogos

### 1 Rodada
| 3 de Fevereiro de 2001 |         |            |                             |
| País de Gales          | 15 – 44 | Inglaterra | Millennium Stadium, Cardiff |
|                        |         |            | Millennium Stadium, Cardiff |

| 3 de Fevereiro de 2001 |         |         |                       |
| Itália                 | 22 – 41 | Irlanda | Stadio Flaminio, Roma |
|                        |         |         | Stadio Flaminio, Roma |

| 4 de Fevereiro de 2001 |        |         |                        |
| França                 | 16 – 6 | Escócia | Stade de France, Paris |
|                        |        |         | Stade de France, Paris |

### 2 Rodada
| 17 de Fevereiro de 2001 |         |               |                        |
| Escócia                 | 28 – 28 | País de Gales | Murrayfield, Edimburgo |
|                         |         |               | Murrayfield, Edimburgo |

| 17 de Fevereiro de 2001 |         |        |                        |
| Irlanda                 | 22 – 15 | França | Lansdowne Road, Dublin |
|                         |         |        | Lansdowne Road, Dublin |

| 17 de Fevereiro de 2001 |         |        |                     |
| Inglaterra              | 80 – 23 | Itália | Twickenham, Londres |
|                         |         |        | Twickenham, Londres |

### 3 Rodada
| 3 de Março de 2001 |        |         |                     |
| Inglaterra         | 43 – 3 | Escócia | Twickenham, Londres |
|                    |        |         | Twickenham, Londres |

| 3 de Março de 2001 |         |        |                       |
| Itália             | 19 – 30 | França | Stadio Flaminio, Roma |
|                    |         |        | Stadio Flaminio, Roma |

| 13 de Outubro de 2001 |        |         |                             |
| País de Gales         | 6 – 36 | Irlanda | Millennium Stadium, Cardiff |
|                       |        |         | Millennium Stadium, Cardiff |

### 4 Rodada
| 17 de Março de 2001 |         |               |                        |
| França              | 35 – 43 | País de Gales | Stade de France, Paris |
|                     |         |               | Stade de France, Paris |

| 17 de Março de 2001 |         |        |                        |
| Escócia             | 23 – 19 | Itália | Murrayfield, Edimburgo |
|                     |         |        | Murrayfield, Edimburgo |

| 20 de Outubro de 2001 |         |            |                        |
| Irlanda               | 20 – 14 | Inglaterra | Lansdowne Road, Dublin |
|                       |         |            | Lansdowne Road, Dublin |

### 5 Rodada
| 7 de Abril de 2001 |         |        |                     |
| Inglaterra         | 48 – 19 | França | Twickenham, Londres |
|                    |         |        | Twickenham, Londres |

| 8 de Abril de 2001 |         |               |                       |
| Itália             | 23 – 33 | País de Gales | Stadio Flaminio, Roma |
|                    |         |               | Stadio Flaminio, Roma |

| 22 de Setembro de 2001 |         |         |                        |
| Escócia                | 32 – 10 | Irlanda | Murrayfield, Edimburgo |
|                        |         |         | Murrayfield, Edimburgo |